# 2006 у Тернопільській області
| Роки в Тернопільській області: ← · 2000 · 2001 · 2002 · 2003 · 2004 · 2005 · 2006 · 2007 · 2008 · 2009 · 2010 · 2011 · 2012 · 2013 · 2014 · 2015 · 2016 · 2017 · 2018 · 2019 · 2020 · 2021 · 2022 · 2023 · 2024 · 2025 Див. також: XIX століття · XX століття |

2006 рік у Тернопільській області:

## Міста-ювіляри
- 550 років з дня заснування м. Борщева.
- 795 років з дня заснування м. Збаража.

## Річниці

### Річниці заснування, утворення
- січень — 15 років з часу початку роботи відділу краєзнавчої літератури та бібліографії Тернопільської обласної універсальної наукової бібліотеки.
- березень — 50 років з часу закладення Гермаківського дендропарку.
- 26 квітня — 20 років від дня Чорнобильської трагедії.
- 1 травня — 15 років з часу заснування Тернопільського обласного художнього музею.
- 12 травня — 355 років битви козаків під Купчинцями та Денисовим.
- 28 червня — 10 років з часу прийняття Конституції України.
- 24 серпня — 15 років з часу проголошення незалежності України.
- серпень-вересень — 90 років героїчних боїв на Лисоні.
- 16 вересня — 15 років з часу заснування телеканалу «TV-4».
- жовтень-листопад — 160 років з часу перебування Т. Шевченка на Тернопіллі.
- 1 грудня — 15 років з часу проведення Всеукраїнського референдуму.
- 19 грудня — 45 років з часу заснування ВАТ «Бережанський склозавод».
- 40 років Тернопільському державному економічному університету.
- 200 років з часу заснування Кременецького ботанічного саду.

### Річниці від дня народження
- 6 січня — 70 років від дня народження українського журналіста, краєзнавця Василя Бурми.
- 12 січня — 125 років від дня народження українського політичного діяча Марка Каганця.
- 13 січня — 125 років від дня народження українського письменника, журналіста Антіна Лотоцького.
- 21 січня
- 125 років від дня народження українського письменника Мелетія Кічури.
- 125 років від дня народження українського поета, перекладача, журналіста, фейлетоніста, театрально-музичного критика, актора, режисера, громадського діяча Степана Чарнецького.
- 25 січня — 60 років від дня народження української співачки, заслуженої артистки України Любові Ізотової.
- 27 січня — 150 років від дня народження українського адвоката, політичного і громадського діяча Антіна Горбачевського.
- 29 січня — 150 років від дня народження польського славіста, літературознавця, енциклопедиста Александера Брюкнера.
- 14 лютого — 60 років від дня народження українського історика, вченого, краєзнавця, заслуженого працівника освіти України Романа Матейка.
- 2 березня — 130 років від дня народження українського вченого, історика, публіциста, письменника Мирона Кордуби.
- 8 березня — 125 років від дня народження українського вченого в галузі хімії та фізики, громадського діяча, публіциста Юліана Гірняка.
- 18 березня — 130 років від дня народження українського актора, режисера, педагога Йосипа Стадника.
- 27 березня
  - 50 років від дня народження української драматичної акторки, заслуженої артистки України Любові Ластівки.
  - 75 років від дня народження українського письменника, журналіста Петра Ковальчука.
- 26 квітня — 160 років від дня народження українського  природознавця, педагога, мовознавця, письменника Івана Верхратського.
- 29 квітня — 125 років від дня народження української актриси і співачки Катерини Рубчакової.
- 2 травня — 110 років від дня народження українського доктора ієромонаха, Блаженного священномученика Якима Івана Сеньківського.
- 9 травня — 135 років від дня народження українського фольклориста, етнографа, літературознавця Володимира Гнатюка.
- 12 травня — 70 років від дня народження українського народного художника України, лауреата Національної премії ім. Т. Г. Шевченка Івана Марчука.
- 16 травня — 130 років від дня народження українського Блаженного священномученика Миколи Конрада.
- 19 травня — 70 років від дня народження українського краєзнавця-етнографа, почесного члена Всеукраїнського товариства «Просвіта» ім. Т. Г. Шевченка, заслуженого працівника культури України Остапа Черемшинського.
- 15 червня — 70 років від дня народження українського драматичного актора, співака, народного артиста України Володимира Ячмінського.
- 28 червня — 155 років від дня народження українського актора, режисера і драматурга Костя Підвисоцького.
- 20 липня
  - 70 років від дня народження українського поета Бориса Демкова.
  - 85 років від дня народження української громадсько-політичної діячки, члена ОУН, політв'язня, краєзнавця Ольги Сліпої.
- 23 липня — 70 років від дня народження українського історика, професора, заслуженого працівника народної освіти України Богдана Лановика.
- 24 серпня — 135 років від дня народження українського фольклориста, етнографа, літературознавця, перекладача, поета Василя Щурата.
- 27 серпня — 150 років від дня народження українського письменника, вченого, видатного культурно-громадського діяча Івана Франка.
- 6 вересня — 80 років від дня народження українського почесного голови ТОО ВУТ «Просвіта» ім. Т. Шевченка, педагога, краєзнавця, публіциста, громадського діяча Богдана Головина.
- 13 вересня — 75 років від дня народження українського письменника Бориса Харчука.
- 14 вересня — 75 років від дня народження українського журналіста, письменника Івана Гермаківського.
- 28 вересня — 70 років від дня народження українського літературознавця, члена Всеукраїнської спілки краєзнавців, лауреата премій: у галузі охорони пам'яток історії та культури ім. В. Антоновича та літературно-мистецької ім. братів Лепких, Міжнародної премії фонду родини Воляників-Швабінських, члена Національної спілки письменників України Гаврила Чернихівського.
- 3 жовтня — 80 років від дня народження канадського хорового диригента, педагога, громадського діяча, доктора теології українського походження Володимира Климківа (1926—2000).
- 9 жовтня — 120 років від дня народження української дитячої письменниці Іванни Блажкевич.
- 4 листопада — 60 років від дня народження музеєзнавця, публіциста, члена Всеукраїнської спілки краєзнавців, члена Національної спілки журналістів України, лауреата літературно-мистецької премії ім. братів Лепких, почесного члена Всеукраїнського товариства «Просвіта», заслуженого працівника культури України Надії Волинець.
- 21 листопада — 90 років від дня народження українського актора, режисера Ярослава Геляса.
- 17 грудня — 110 років від дня народження українського Блаженного священномученика о. Миколи Цегельського.
- 25 грудня — 70 років від дня народження українського журналіста, поета, краєзнавця, літературознавця Петра Бубнія.